# Петро Головацький (полковник)
Петро́ Голова́цький (р. н. і смерті невідомі) — військовий діяч, організатор повстання 1648 р. на Чернігівщині. Очолював загін під Львовом (1648). брав участь у битві під Берестечком (1651). Деякі джерела називають його полковником у війську Богдана Хмельницького.
З книги «Персональний склад козацької старшини армії Богдана Хмельницького»: «Вже на початковому етапі визвольної боротьби у козацько-старшинському середовищі існували відмінності у поглядах як на тактичні, так і на стратегічні цілі. Чотири полковники на чолі з Кривоносом стають в опозицію до гетьмана. Чи не серед них були ті, хто під його керівництвом у липні 1648 р. здійснював операції. Очевидно, Кривонос був наказним гетьманом над чотирма полками (своїм — тобто Лисянським, Корсунським, Білоцерківським, Уманським). Виступи Кривоноса і Петра Головацького проти відступу з захоплених західних районів свідчать, що у питанні ведення війни у старшинському середовищі уже в той час були протиріччя. Відносно методів боротьби знов ж таки були різні підходи.»
Керував Ічнянським полком.